# Childliners
Unter dem Namen Childliners fanden sich 1995 britische und australische Musiker zusammen, um die Weihnachtssingle The Gift of Christmas aufzunehmen.

## The Gift of Christmas
Die Single hielt sich 7 Wochen in den UK-Charts und erreichte Platz 9.
Geschrieben wurde das Lied von Tom Watkins, Anthony Mortimer von East 17, Rob Kean, Tony Vickers und Reggaesänger Steven James Lewis, der als C. J. Lewis bekannt ist. Kean und Vickers fungierten außerdem als Produzenten.
Unter dem Projektnamen Childliner DJ’s erschien eine Maxi-CD, die neben der Singleversion auch fünf Remixe des Hits von Motiv 8 (Steve Rodway), Loveland, Matt Darey, The Beatmasters und Wand (Paul Kevin Masterson) enthält.

## Mitwirkende Künstler
ASAP, Backstreet Boys, Boyzone, C. J. Lewis, China Black, Dannii Minogue, Deuce, E. Y. C., East 17, The Flood, Gemini, Let Loose, MN8, Michelle Gayle, Nightcrawlers, Peter André, Sean Maguire, Ultimate Kaos, West End